# Тројка (филм)
Тројка је српски кратки филм из 1994. године. Режирао га је Срдан Голубовић, који је уједно био и сценариста филма.

## Улоге
| Глумац                   | Улога |
| ------------------------ | ----- |
| Небојша Љубишић          |       |
| Драгослав Ружић          |       |
| Јасмина Вечански         |       |
| Павле Вучковић           |       |
| Велимир Бата Живојиновић |       |